# Olympia 1977
Albums de Dalida
Femme est la nuit
(1976) Dalida pour toujours
(1977)
Olympia 1977 est le troisième album live de Dalida paru chez Sonopresse au cours de l'année 1977. 
Dalida revient à l'Olympia du 4 au 26 janvier 1977 pour fêter ses vingt ans de carrière. Au cours de ce tour de chant, elle fait la part belle à son dernier album, alternant avec ses chansons de scène les plus plébiscitées et créant un pot pourri de ses succès des années 1950 et 1960.
Dalida entre en scène dans une longue robe blanche de style Empire toute perlée griffée Balmain entonnant Il y a toujours une chanson de Lebrail et Sevran. Cette balade dans sa vie d'artiste est ponctuée d'airs qui ont jalonné sa vie terminant avec un clin d'œil à son premier succès Bambino. L'un des moments fort de ce spectacle est l'interprétation du texte que Roger Hanin lui a offert Et tous ces regards. Cette chanson mi-parlée mi-chantée de plus de six minutes est une conversation sur l'enfance avec cinq mélodies différentes. 
Le tour de chant terminant sur les derniers succès du moment J'attendrai et Femme est la nuit où Dalida se déhanche et danse, préfigurant des prochains shows à l'américaine que la chanteuse donnera quelques années plus tard.

## Face A
- Il y a toujours une chanson
- Les Clefs de l'amour
- Le Petit Bonheur
- Tables séparées
- Comme si tu étais là
- Et tous ces regards

## Face B
- Amoureuse de la vie
- Pot-pourri
- Il venait d'avoir 18 ans
- Je suis malade
- J'attendrai
- Femme est la nuit

D'autres chansons ont été interprétées au cours de ce tour de chant mais ne figureront pas sur l'album commercialisé. L'enregistrement de Gigi l'amoroso fera cependant son apparition sur la version CD du concert en 1993, à la onzième plage.

## Classement hebdomadaire
| Année | Single                   | Classement | Classement | Classement | Classement            | Classement | Classement          | Classement             |
| Année | Single                   | [ 1 ]      | [*]        | [ 1 ]      | Drapeau de la Turquie | [ 3 ]      | Drapeau de l'Italie | Drapeau de l'Allemagne |
| ----- | ------------------------ | ---------- | ---------- | ---------- | --------------------- | ---------- | ------------------- | ---------------------- |
| 1976  | J'attendrai              | 1          | 4          | 9          | -                     | 2          | -                   | -                      |
| 1976  | Femme est la nuit        | 12         | -          | -          | -                     | 8          | -                   | -                      |
| 1976  | Le petit bonheur         | 14         | -          | -          | -                     | -          | -                   | -                      |
| 1974  | Il venait d'avoir 18 ans | 127        | 33         | -          | -                     | 3          | 33                  | 13                     |